# Deliochus humilis
Espèce
Synonymes
- Theridion humile L. Koch, 1867
- Araneus favorabilis Rainbow, 1916

Deliochus humilis est une espèce d'araignées aranéomorphes de la famille des Araneidae.

## Distribution
Cette espèce se rencontre en Australie et en Papouasie-Nouvelle-Guinée.

## Description
Le mâle décrit par Kallal et Hormiga en 2018 mesure 3,16 mm et la femelle 5,74 mm, les mâles mesurent de 1,29 à 3,16 mm et les femelles de 5,74 à 7,59 mm.

## Systématique et taxinomie
Cette espèce a été décrite sous le protonyme Theridion humile par Keyserling en L. Koch, 1867. Elle est placée dans le genre Epeira par L. Koch en 1872, dans le genre Araneus par Simon en 1895 puis dans le genre Deliochus par Kallal et Hormiga en 2018.
Araneus favorabilis a été placée en synonymie par Kallal et Hormiga en 2018.

## Publication originale
- L. Koch, 1867 : « Beschreibungen neuer Arachniden und Myriapoden. II. » Verhandlungen der Kaiserlich-Königlichen Zoologisch-Botanischen Gesellschaft in Wien, vol. 17, p. 173-250 (texte intégral).